# Supercupa României 2014
Supercupa României Timișoreana 2014 a fost cea de-a 16-a ediție a Supercupei României. Meciul s-a disputat între campioana Ligii I, Steaua București, și câștigătoarea Cupei României 2013-2014, Astra Giurgiu.
Supercupa s-a jucat pe Arena Națională din București, pe 11 iulie 2014, cu începere de la ora 21:00. După 90 de minute de joc scorul a fost 1–1, în cele 30 de minute de prelungiri nu s-a marcat nici un gol, iar la loviturile de departajare Astra Giurgiu s-a impus cu 5–3.

## Detaliile meciului
| Steaua București                          | 1–1 (d.p.) | Astra Giurgiu                           |
| ----------------------------------------- | ---------- | --------------------------------------- |
| Chipciu 45'                               | Raport     | 74' Enache                              |
| Keserü · Filip · Pârvulescu · Latovlevici | 3–5        | Găman · Seto · Morais · Laban · Budescu |

| Steaua București | Astra Giurgiu |

| P                | 24 | Giedrius Arlauskis  |      |     |
| F                | 2  | Cornel Râpă         | 87'  |     |
| F                | 4  | Lukasz Szukala      | 23'  |     |
| F                | 9  | Fernando Varela     |      |     |
| F                | 14 | Iasmin Latovlevici  |      |     |
| M                | 11 | Andrei Prepeliță    | 26'  |     |
| M                | 8  | Lucian Filip        |      |     |
| M                | 7  | Alexandru Chipciu   | 69'  |     |
| M                | 12 | Nicolae Stanciu     |      | 78' |
| M                | 10 | Cristian Tănase (c) |      |     |
| A                | 9  | Gabriel Iancu       |      | 73' |
| Schimbări:       |    |                     |      |     |
| F                | 13 | Alin Toșca          |      |     |
| F                | 22 | Paul Pârvulescu     |      | 78' |
| M                | 26 | Ionuț Neagu         |      |     |
| M                | 27 | Răzvan Grădinaru    |      |     |
| A                | 28 | Claudiu Keșerü      | pen' | 73' |
| P                | 95 | Valentin Cojocaru   |      |     |
| A                | 97 | Robert Vâlceanu     |      |     |
| Antrenor:        |    |                     |      |     |
| Constantin Gâlcă |    |                     |      |     |

| P             | 1  | Silviu Lung Jr.        |      |     |
| F             | 6  | Seydou Yahaya          |      |     |
| F             | 25 | Valerică Găman         |      |     |
| F             | 5  | Ben Youssef            | 62'  |     |
| F             | 13 | Junior Morais          | 69'  |     |
| M             | 14 | Vincent Laban          | 80'  |     |
| M             | 8  | Takayuki Seto          | 113' |     |
| M             | 9  | Gabriel Enache         |      |     |
| M             | 18 | Marian Cristescu       |      | 46' |
| M             | 10 | Constantin Budescu (c) |      |     |
| F             | 19 | Sadat Bukari           |      | 46' |
| Schimbări:    |    |                        |      |     |
| M             | 11 | Alexandru Ioniță       |      |     |
| A             | 21 | Kehinde Fatai          |      | 46' |
| F             | 22 | Cristian Oroș          |      |     |
| P             | 33 | Dănuț Coman            |      |     |
| M             | 91 | William De Amorim      |      | 46' |
| Antrenor:     |    |                        |      |     |
| Daniel Isăilă |    |                        |      |     |

| Omul meciului: Silviu Lung Jr. Arbitri asistenți: Mircea Grigoriu Alexandru Cerei Arbitri adiționali: Marcel Bîrsan Robert Dumitru Arbitru de rezervă: Daniel Mitruți Observator de joc: Octavian Goga Observator pentru arbitraj: Patrițiu Abrudan | Regulile meciului - 90 de minute. - 30 de minute de prelungiri dacă este cazul. - Lovituri de departajare dacă se menține egalitatea. - Șapte rezerve. - Cel mult trei schimbări. |